# Guali (köpinghuvudort i Kina, Zhejiang Sheng, lat 30,19, long 120,45)
Guali är en köpinghuvudort i Kina. Den ligger i provinsen Zhejiang, i den östra delen av landet, omkring 28 kilometer öster om provinshuvudstaden Hangzhou. Antalet invånare är 81 263. Befolkningen består av 40 815 kvinnor och 40 448 män. Barn under 15 år utgör 13,0 %, vuxna 15-64 år 77 %, och äldre över 65 år 9,0 %.
Runt Guali är det mycket tätbefolkat, med 3 134 invånare per kvadratkilometer. Närmaste större samhälle är Qianqing, 8,3 km sydväst om Guali. Trakten runt Guali består till största delen av jordbruksmark.
Genomsnittlig årsnederbörd är 1 912 millimeter. Den regnigaste månaden är juni, med i genomsnitt 316 mm nederbörd, och den torraste är november, med 74 mm nederbörd.